# Comuna Bondurivka, Nemîriv
Bondurivka (în ucraineană Бондурівка) este o comună în raionul Nemîriv, regiunea Vinnița, Ucraina, formată din satele Bondurivka (reședința) și Mareanivka.

## Demografie
Componența lingvistică a satului Bondurivka
     Ucraineană (98,32%)
     Alte limbi (1,51%)
Conform recensământului din 2001, majoritatea populației satului Bondurivka era vorbitoare de ucraineană (98,32%), existând în minoritate și vorbitori de alte limbi.